# Janka Guzová
Janka Guzová, (4. dubna 1917, Žakarovce – 20. února 1993, New York) byla slovenská zpěvačka a sběratelka lidových písní.

## Životopis
Narodila se v rodině chudého horníka a vzdělání získávala v Levoči a v Spišské Nové Vsi. Po maturitě pracovala jako učitelka na uměleckých školách v Kluknavě, Drienově, Krásné nad Hornádem a v Košicích.
V tomto období začala sbírat lidové písně. Později, už jako pracovnice rozhlasu, pokračovala v této aktivitě a sesbírala tak více než 900 lidových písní charakteristických pro kulturu Spiše, Šariše a Zemplína.
První známé veřejné vystoupení této zpěvačky bylo v roce 1942, kdy zpívala živě pro vysílání prešovského rozhlasu. V živých vystoupeních pokračovala do roku 1948. V roce 1949 začala pracovat v bratislavském rozhlase jako redaktorka a zpěvačka. V 50. letech měla zakázáno veřejně vystupovat a 150 písní v jejím podání bylo smazáno. Zákaz trval do roku 1962, kdy začala opět účinkovat. V roce 1969 spolu s dcerou a manželem, bývalým děkanem Farmaceutické fakulty Univerzity Komenského v Bratislavě, emigrovala do Spojených států, kde strávila posledních 24 let svého života a získala americké občanství. Poslední roky života prožila na invalidním vozíku.
Zemřela 20. února 1993 v New Yorku. Pohřbena je na Národním hřbitově v Martině.

## Tvorba
- Sesbírala více než 900 lidových písní
- Asi 150 z nich vydala v zpěvníku: "Spevy nášho ľudu" a "Janka Guzová spieva"
- Odzpívala více než 1600 koncertů
- V roce 1997 jí vyšla kniha vlastních vzpomínek - J. Guzová: Piesňou otvárala srdcia

## Ocenění
- 1986 - Cena slovenského srdce – za úsměvy a lásku, které rozdávala po dlouhá léta, udělena Kanadskou Slovenskou Ligou
- Na počest zpěvačky se na Slovensku koná soutěž mladých interpretů lidové písně O cenu Janky Guzovej a v její rodných Žakarovcích folklorní festival Dni Janky Guzovej.